# Ladányi Ilona
Ladányi Ilona, Lichtmann Ilona, Ladányi Ilonka (férjezett nevén Babos Izsóné) (Miskolc, 1901. szeptember 3. – Budapest, 1952. december 21.) opera-énekesnő (koloratúrszoprán).

## Élete
Lichtmann Lipót férfiszabómester és Löwinger Róza lánya. Már kisgyermekként szép hangjával koldult szülővárosában. Felnőve a Miskolci Izraelita Nőegylet támogatásával tanulhatott énekelni, miközben gépírónőként dolgozott. Az őt foglalkoztató biztosítóintézet vezetőségével Budapestre helyeztette magát, hogy a Zeneakadémián képezhesse magát tovább. Itt a III. évfolyamra vették fel. Az akadémiát Szabados Béla és Vadnai Frida növendékeként végezte el, munka mellett.
Az 1932–33-as évadban lett az Operaház ösztöndíjasa. 1932. október 25-én debütált a Figaro lakodalma első leányaként. Olaszországban továbbképezte magát, majd 1933 őszétől rendes tagként tért vissza az Operába. Nagy feltűnést keltett, mikor beugrott a megbetegedett Szabó Lujza helyére. 1939-ben a második zsidótörvény miatt elbocsátották az intézménytől, utolsó fellépése június 7-én volt, ugyancsak a Figaróban, de már Barbarinaként. Ez után csak a Goldmark Színházban szerepelhetett. 1944 decemberében három nővérével együtt elhurcolták egy Pozsonyi úti védett házból és a Józsefvárosi pályaudvarról a bergen-belseni koncentrációs táborba deportálták. 1945 nyarán tért vissza Magyarországra.
A felszabadulás után visszatérhetett az Operaházba. 1946. március 2-án régi szerepét, Asztarótot énekelte a Sába királynőjében. Budapesti utolsó fellépte 1947. március 22-én volt Oscarként (Álarcosbál). 1948 novemberében a Miskolci Nemzeti Színházban a Lammermoori Lucia címszerepét énekelte több korábban üldözött művésszel együtt (Farkas Sándor, Fehér Pál). 1949-ben szűnt meg tagsága a Budapesti Operában.
Sírja a Kozma utcai izraelita temetőben található.
Lírai koloratúrszoprán és szubrett szerepkörben működött. Operettekben is fellépett.

## Magánélete
Első férje Lederer Péter Ervin földbirtokos volt, akivel 1936. július 7-én Budapesten kötött házasságot. 1945-ben elváltak. Második férje Babos (Schwartz) Izsó volt, akivel 1948-tól haláláig élt együtt.

## Szerepei
- Eugen d’Albert: Hegyek alján – Pepa; Nuri
- Georges Bizet: Carmen – Frasquita
- Isidore de Lara: A fehér vitorlás – Első énekesnő
- Gaetano Donizetti: Lammermoori Lucia – címszerep
- Gaetano Donizetti: Don Pasquale – Norina
- Christoph Willibald Gluck: Május királynője – Helena
- Goldmark Károly: Sába királynője – Asztarót
- Goldmark Károly: Téli rege – Perdita
- Hubay Jenő: A cremonai hegedűs – Giannina
- Hubay Jenő: Karenina Anna – Dolly
- Engelbert Humperdinck: Jancsi és Julliska – Ébresztő manó
- Kodály Zoltán: Székely fonó – A szomszéd leány
- Lehár Ferenc: Giuditta – Anita
- Darius Milhaud: Francia saláta – Isabella
- Wolfgang Amadeus Mozart: Figaro lakodalma – Barbarina; Első leány
- Wolfgang Amadeus Mozart: A varázsfuvola – Pamina
- Jacques Offenbach: A banditák – Zerlina
- Jacques Offenbach: Hoffmann meséi – Olympia
- Poldini Ede: Farsangi lakodalom – Második kisasszony
- Gioachino Rossini: A sevillai borbély – Rosina
- Johann Strauss d. S.: A denevér – Ida
- Giuseppe Verdi: Rigoletto – Gilda; Ceprano grófné
- Giuseppe Verdi: La Traviata – Valéry Violetta
- Giuseppe Verdi: Álarcosbál – Oscar
- Giuseppe Verdi: Don Carlos – Tebaldo; Mennyei hang
- Richard Wagner: Tannhäuser – Pásztorfiú
- Richard Wagner: Parsifal – II. viráglány
- Carl Maria von Weber: A bűvös vadász – Annuska